# Список мемориальных досок Троицкого административного округа
Список мемориальных до́сок Троицкого административного округа — перечень памятных досок, установленных в Троицком административном округе города Москвы.
Мемориальные доски наряду с памятниками архитектуры и скульптурными памятниками являются частью исторического и культурного наследия города, наиболее массовой формой увековечивания исторической памяти художественными средствами. До революции 1917 года в Москве насчитывалось не более 20 памятных досок. За прошедшие десятилетия их количество увеличилось в сотни раз. Особенно стремительный рост начался с 1950-х годов. Всего на начало 2020 года в Москве установлено около 1600—1800 памятных досок, 8 из которых — в Троицком административном округе. 
Все мемориальные доски Троицкого административного округа выполнены из камня — 6 из гранита, 1 из мрамора и 1 из диабаза. Форма досок — прямоугольная. Помимо текста доски несут на себе разного рода изображения, в первую очередь портреты тех, кому они посвящены.

## Легенда
- Посвящена — имя, годы жизни и род деятельности того, в память о ком установлена доска.
- Адрес — адрес здания, на котором установлена доска.
- Надпись — текст надписи на доске (орфография и пунктуация сохранены).
- Описание — цвет, материал и описание элементов доски.
- Авторы — имена авторов доски; если авторы не указаны в источниках, то в ячейке стоит знак «—».
- Год — год установки доски; если год не указан в источниках, то в ячейке стоит знак «—».
- Пр. — ссылки на источники и на элемент доски в «Викиданных» (в виде значка «»).

Список отсортирован в алфавитном порядке по адресу. Сортировка может проводиться по столбцам «Посвящена», «Адрес» и «Год». 

## Список
| Посвящена                                                         | Адрес                                                  | Надпись | Описание                                                                       | Авторы                 | Год  | Пр.    |
| ----------------------------------------------------------------- | ------------------------------------------------------ | --- | ------------------------------------------------------------------------------ | ---------------------- | ---- | ------ |
| Бурмистрову Г. Г. (1911—2001) Педагог                             | Поселение Краснопахорское Красное, улица Советская, 3а | Здесь работал выдающийся педагог Бурмистров Георгий Григорьевич 1911―2001 основатель и первый директор Красносельской школы-интерната                                | Доска из гранита с выгравированным портретом и лавровой ветвью                 | —                      | 2001 | [ 8 ]  |
| Лазареву Н. И. (1926—1998) Военнослужащий, Герой Советского Союза | Поселение Михайлово-Ярцевское Шишкин Лес, 21           | В этом доме с 1980 по 1998 жил Герой Советского Союза Лазарев Николай Иванович                                                                                       | Доска из гранита с изображением звезды Героя Советского Союза и лавровой ветви | —                      | 1998 | [ 8 ]  |
| Морозову В. Е. Военный лётчик                                     | Поселение Первомайское Птичное, улица Центральная, 1   | В этом доме жил с 1965 г. по 1997 г. участник Великой Отечественной войны, летчик-истребитель Морозов Владимир Ефремович                                             | Доска из гранита                                                               | —                      | 2007 | [ 8 ]  |
| Памяти событий Великой Отечественной войны                        | Поселение Роговское Рогово, улица Школьная, 4          | На этом месте с 25 X по 25 XII 1941 г вела бои 53 Ново-Украинская орденов Красного Знамени и А. Суворова стрелковая дивизия Штаб дивизии размещался в деревне Рогово | Доска из мрамора с изображением пятиконечной звезды и лавровых ветвей          | —                      | 1975 | [ 9 ]  |
| Корпачевой В. Д. Главе сельского поселения Роговское              | Поселение Роговское Рогово, улица Юбилейная, 1а        | В этом здании с 1982 по 2007 гг. работала глава сельского поселения Роговское почетный гражданин Подольского района Корпачева Валентина Дмитриевна                   | Доска из карельского диабаза с выгравированным портретом                       | ск. И. Н. Краснолуцкий | 2008 | [ 9 ]  |
| Титову А. А. (1923—2008) Герой Российской Федерации               | Троицк, Октябрьский проспект, 23                       | В этом доме с 1998 по 2008 год жил почетный гражданин г. Троицка ветеран Великой Отечественной войны Герой Российской Федерации Титов Анатолий Александрович         | Доска из гранита                                                               | —                      | 2010 | [ 9 ]  |
| Пушкову Н. В. (1903—1981) Учёный                                  | Троицк, улица Центральная, 1/3                         | В этом доме с 1952 по 1957 год жил и работал выдающийся ученый, один из основателей г. Троицка основатель и первый директор ИЗМИРАН Николай Васильевич Пушков        | Доска из гранита с выгравированным портретом                                   | —                      | 2007 | [ 10 ] |
| Дыхне А. М. (1933—2005) Учёный                                    | Троицк, улица Центральная, 14                          | В этом доме жил выдающийся физик-теоретик академик Александр Михайлович Дыхне                                                                                        | Доска из гранита с бронзовым барельефным портретом                             | —                      | 2013 | [ 10 ] |